# Clube Desportivo Feirense
El Clube Desportivo Feirense es un club de fútbol portugués con sede en Santa Maria da Feira, distrito de Aveiro. Fue fundado en 1918 y juega en la Segunda Liga segunda división de Portugal.

## Historia
El Clube Desportivo Feirense fue fundado el 19 de marzo de 1918 como equipo representativo de Santa Maria da Feira. Durante varios años su participación se limitó a la liga regional de Aveiro, hasta que en la temporada 1959/60 obtuvo la promoción a Segunda División. Dos años más tarde ascendería contra todo pronóstico a la máxima categoría, aunque su debut en 1962/63 se saldó con la última plaza.
Desde entonces los feirenses se convirtieron en unos habituales de la división de plata, con breves regresos a Primera División en los que solo duraron una temporada: 1977/78, 1989/90 y 2011/12. Su último ascenso a Primeira Liga data de la temporada 2015/16: si bien fueron terceros por detrás de FC Oporto B y Chaves, el filial portista no podía subir y su plaza pasó al equipo azulón.

## Estadio
El campo donde el Feirense disputa sus partidos como local es el Estadio Marcolino de Castro, con hierba natural y capacidad para 5.000 espectadores. Fue inaugurado en 1962, al poco tiempo de concretarse el debut en Primera División. La última reforma de las instalaciones data de 2011.

## Palmarés
- Liga de Honra (2): 1961/62, 1976/77